# Вишняки (Краснодарский край)
Вишняки́ — посёлок в Динском районе Краснодарского края.
Входит в состав Мичуринского сельского поселения.

## Население
| 2002 | 2010 |
| ---- | ---- |
| 645  | ↘641 |

## Улицы
| - ул. Дорожная, - ул. Западная, - ул. Пионерская, | - ул. Полеводческая, - ул. Пролетарская, - ул. Советская. |